# Château des Tourelles (Plessis-Trévise)
Pour les articles homonymes, voir Château des Tourelles.
Le château des Tourelles est un édifice situé au Plessis-Trévise dans le département du Val-de-Marne, en région Île-de-France.

## Histoire
Le château se situe historiquement dans un parc de 4 000 m2, à l'origine parcelle du domaine de La Lande. Le château est construit vers 1880 par Arsène Ozanne. En 1892, Alexandre Foureau rachète la propriété. Il décède en 1896 et son fils Georges Foureau, maire du Plessis-Trévise de 1923 à 1941, en devient propriétaire. Le château est mis en vente en 1909. Il devient la propriété de la famille Blancan pendant près de 80 ans.
En 1989 (ou 1990), le château et son parc devient la propriété de la ville. À partir de 2001, le château devient un lieu d'exposition d'art contemporain.

## Description
Le château, en meulière, est composé d’une façade ornée de briques et de pierres et de deux tourelles.
Une statue de marbre du maréchal Mortier (duc de Trévise) se trouve à l'extérieur du château depuis 2009.
Le château est aujourd'hui un lieu d'exposition d'art contemporain. Des ateliers artistiques sont organisés dans les annexes.